# 平下片寄
平下片寄（たいら しもかたよせ）は、福島県いわき市の大字である。郵便番号は970-8012。

## 地理
いわき市中央部の平地区に属し、地区内東部に位置する。北で平絹谷、北東で平馬目、東で平泉崎、南東で平下神谷、南で平中神谷、西で平上片寄とそれぞれ隣接する。概ね町村制施行以前の磐城郡下片寄村の流れを汲む地域である。二級水系夏井川水系赤沼川中流部流域を範囲とする。平野部に水田が広がり、北側の山裾に集落が広がる。内郷御厩町に所在するいわき中央警察署及び平字正内町に所在する平消防署がそれぞれ管轄にあたる。

### 主な字
字
- 袋内
- 沼ノ作
- 志多田

- 北町
- 立坂
- 北作

- 貝坂
- 野々目
- 後山

- 鬼越
- 明徳神
- 江ノ上

## 河川
- 赤沼川
- 小川江筋

## 歴史
- 1879年1月27日 - 笠間藩領下片寄村が福島県内における郡区町村制の施行により磐城郡の村となる[4]。
- 1889年4月1日 - 町村制の施行により下片寄村が塩村、鎌田村、上神谷村、中神谷村、上片寄村と合併し、磐城郡神谷村が発足する。旧下片寄村域は神谷村の大字となる[4]。
- 1896年4月1日 - 磐城郡と周辺郡との合併により石城郡が発足し、石城郡神谷村となる[4]。
- 1950年5月15日 - 神谷村が平市と合併し、平市の大字となる[4]。
- 1966年10月1日 - 平市が磐城市・常磐市・内郷市・勿来市、石城郡小川町・遠野町・四倉町・川前村・田人村・好間村・三和村、双葉郡久之浜町・大久村と合併しいわき市となり、いわき市平地区の大字となる[4]。

## 世帯数と人口
2023年10月31日現在の世帯数と人口は以下の通りである。
| 大字     | 世帯数 | 人口  |
| -------- | ------ | ----- |
| 平下片寄 | 58世帯 | 152人 |

## 小・中学校の学区
市立小・中学校に通う場合、学区は以下の通りとなる。
| 番地 | 小学校                 | 中学校                 |
| ---- | ---------------------- | ---------------------- |
| 全域 | いわき市立平第六小学校 | いわき市立平第二中学校 |

## 交通

### 道路
- 一級市道細田北町線
- 一級市道泉崎上片寄線

## 施設
- 下片寄公民館
- 真言宗遍照寺
- 若宮八幡神社